# غار الار
غار آلار (به لاتین: Allar mağarası) یک سایت باستان‌شناسی و سکونتگاه انسانی مربوط به دوران پارینه‌سنگی میانی است. این غار در ساحل سمت چپ رودخانه ویلش، در روستای الار از توابع شهرستان یاردیملی در جمهوری آذربایجان در ارتفاع ۱٬۵۰۰ متر (۴٬۹۰۰ فوت) از سطح دریا واقع شده‌است.
این غار در سال ۱۹۹۳ میلادی در طی یک سفر باستان‌شناسی که توسط مؤسسه باستان‌شناسی و مردم‌شناسی آکادمی ملی علوم جمهوری آذربایجان و به سرپرستی ا. گ جعفروف صورت گرفت، کشف شد. این هیئت اعزامی ۹ مورد قطعه سنگی مربوط به دوران پارینه‌سنگی میانی را کشف کردند.